# 780 (numero)
Settecentottanta (780) è il numero naturale dopo il 779 e prima del 781.

## Proprietà matematiche
- È un numero pari.
- È un numero composto, con 24 divisori: 1, 2, 3, 4, 5, 6, 10, 12, 13, 15, 20, 26, 30, 39, 52, 60, 65, 78, 130, 156, 195, 260, 390, 780. Poiché la somma dei suoi divisori (escluso il numero stesso) è 1572 > 780, è un numero abbondante.
- È un numero semiperfetto in quanto pari alla somma di alcuni (o tutti) i suoi divisori.
- È un numero di Harshadnel sistema numerico decimale.
- È un numero pratico.
- È un numero triangolare.
- È un numero esagonale.
- È un numero malvagio.
- È un numero palindromo e un numero a cifra ripetuta nel sistema numerico decimale (QQ).
- È un numero ondulante e nel sistema di numerazione posizionale a base 8 (1414).
- È parte delle terne pitagoriche (112, 780, 788), (143, 780, 793), (192, 756, 780), (207, 780, 807), (300, 720, 780), (325, 780, 845), (396, 672, 780), (416, 780, 884), (451, 780, 901), (468, 624, 780), (585, 780, 975), (665, 780, 1025), (731, 780, 1069), (780, 819, 1131), (780, 864, 1164), (780, 1040, 1300), (780, 1183, 1417), (780, 1421, 1621), (780, 1600, 1780), (780, 1872, 2028), (780, 1953, 2103), (780, 2275, 2405), (780, 2475, 2595), (780, 2873, 2977), (780, 2992, 3092), (780, 3335, 3425), (780, 3861, 3939), (780, 4189, 4261), (780, 5040, 5100), (780, 5824, 5876), (780, 6059, 6109), (780, 7585 7625), (780, 8432, 8468), (780, 10125, 10155), (780, 11687, 11713), (780, 12663, 12687), (780, 15200, 15220), (780, 16891, 16909), (780, 25355, 25356), (780, 30415, 30425), (780, 38021, 38029), (780, 50697, 50703), (780, 76048, 76052), (780, 152099, 152101).

## Astronomia
- 780 Armenia è un asteroide della fascia principale del sistema solare.
- NGC 780 è una galassia della costellazione del Triangolo.

## Astronautica
- Cosmos 780 è un satellite artificiale russo.

## Altri ambiti
- La Route nationale 780 è una strada statale della Francia.